# افشانه فلفل

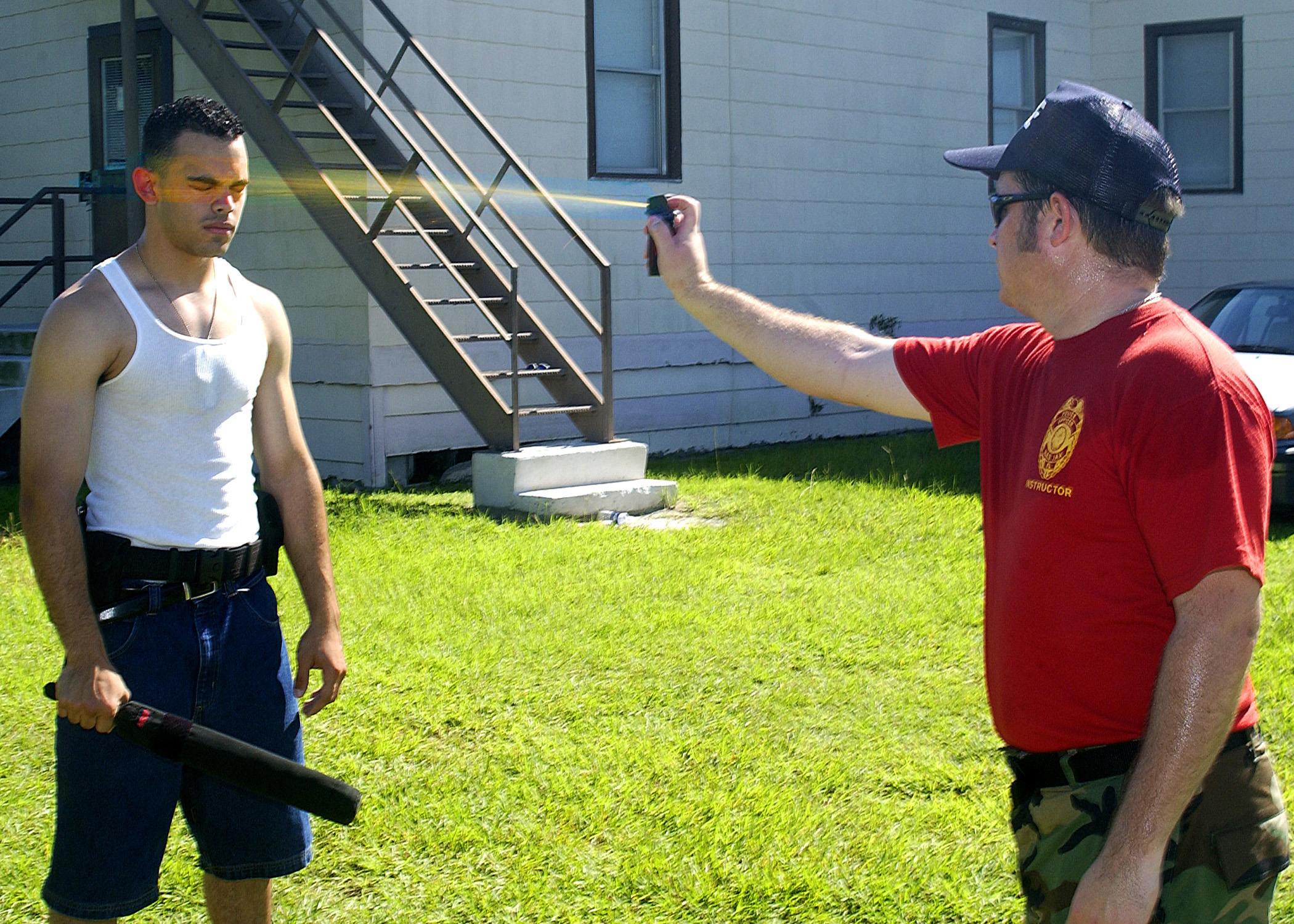
نمایش چگونگی کاربرد اسپری فلفل.

اسپری فلفل نوعی اسپری است که در آن از ترکیبات شیمیایی اشک‌آور خاص استفاده می‌شود و دارای اثر سوزانندگی شدید چشم و گوش و حلق و بینی و کوری موقت است. این وسیله معمولاً توسط پلیس ضد شورش و همچنین به‌عنوان وسیله دفاع شخصی و گاه برای دفاع در مقابل تهاجم حیواناتی همچون سگ و خرس، مورد استفاده قرار می‌گیرد به خصوص حمله سگهای ولگرد. اسپری فلفل در صورت تماس با صورت طرف مقابل می‌تواند او را ۱۵ تا ۳۰ دقیقه دچار سوزش شدید چشم و در مواردی کوری کامل کند. این سلاح جزو اسلحه‌های غیرکشنده طبقه‌بندی می‌شود.

## ترکیبات
مادهٔ فعال اسپری فلفل، کپسایسین است که به کمک یک مادهٔ حلّال مانند اتانول، از فلفل تند استخراج می‌شود. با افزودن یک ترکیب امولسیون کننده مانند پروپیلن گلیکول به کپسایسین استخراج شده، ترکیبی محلول در آب به‌دست آمده که پس از فشرده‌سازی آن در ظرف اسپری، به‌صورت یک ترکیب هواپخش قابل استفاده است. دست‌کم هشت نوع فلفل متفاوت برای تولید این اسپری مورد استفاده است و قدرت اسپری‌های فلفل بر اساس غلظت کپسایسین و نوع فلفل مورد استفاده متغیر است. غلظت کپسایسین مورد استفاده در اسپری‌ها عموماً بین ۰٫۱۸ تا ۳ درصد متغیر است.

## عوارض
اسپری فلفل باعث ایجاد التهاب در غشاء مخاطی در چشم‌ ها، دهان، بینی، حلق و ریه‌ها شده و به‌سرعت باعث ایجاد سوزش و بسته شدن چشم‌ها، دشواری تنفس، آبریزش بینی و سرفه می‌شود. ماندگاری و شدت این عوارض بر اساس قدرت اسپری و در افراد مختلف، متفاوت است اما عوارض معمولاً ۲۰ تا ۹۰ دقیقه باقی می‌مانند. سوزش، التهاب و قرمزی چشم‌ها می‌تواند تا ۲۴ ساعت ادامه پیدا کند. اما نکته‌ای باید توجه کرد هرگز فرد در تماس قرار گرفته نباید برای از بین بردن اثر گاز فلفل از آب استفاده کند! و خود این کار باعث پخش شدن بیشتر ماده و افزایش سوزش در فرد خاطی می‌شود، که بهترین گزینه سریع در دسترس، استفاده از آتش حتی فندک می‌باشد.
بر اساس مطالعه‌ای در ژورنال چشم پزشکی تحقیقی و علوم تصویری (IOVS) قرار گرفتن در معرض این اسپری، بی‌خطر است اما در صورت تکرار، می‌تواند موجب حساسیت قرنیه شود. در این پژوهش، حدت بینایی ماندگار نیز گزارش نشده‌است.

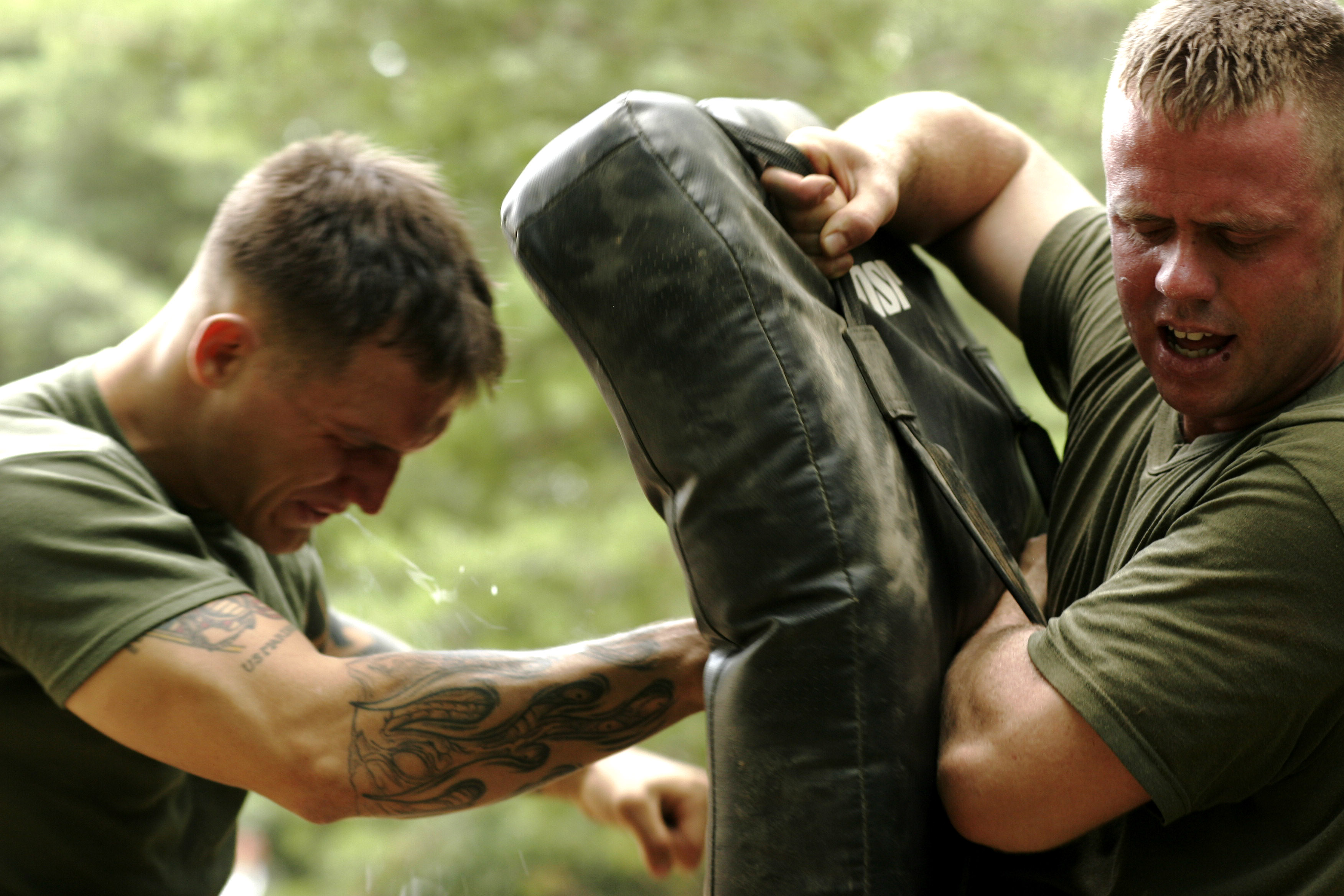
تمرینات تفنگداران دریایی ایالات متحده آمریکا پس از قرار گرفتن در معرض اسپری فلفل